# Yan (província)
Yan (província) ou Yanzhou foi uma das Nove Províncias da antiga China. Durante a Dinastia Han (206 BCE – 220 CE), abrangeu aproximadamente o atual sudoeste do Shandong, o leste de Henan e o canto noroeste de Jiangsu.